# Nord Express
Nord Express (Nordexpressen) var ett internationellt snälltåg som under mer än ett sekel förband Paris med först Ryssland och senare Polen, de baltiska staterna samt Skandinavien. Under sin storhetstid före första världskriget ansågs det vara det ultimata lyxtåget i Europa.
Tåget introducerades 1896 av Compagnie Internationale des Wagons-Lits, som kördes med sovvagnar, restaurangvagnar och lyxtåg över hela Europa, inklusive Orientexpressen, vilket förband Paris och Sankt Petersburg. Efter första världskriget och ryska revolutionen avkortades tågets rutt till Warszawa och Riga istället för Sankt Petersburg. Och efter andra världskriget ledde "järnridån" till att tågets rutt lades om till Stockholm och Oslo. Flygets utveckling ledde till slutet för detta berömda tåg.
Även om Nordexpressen har fått betydligt mindre uppmärksamhet än Orientexpressen är den ett av CIWL:s mest kända lyxtåg och har varit med i en rad litterära verk.

## Historik

### Bakgrund

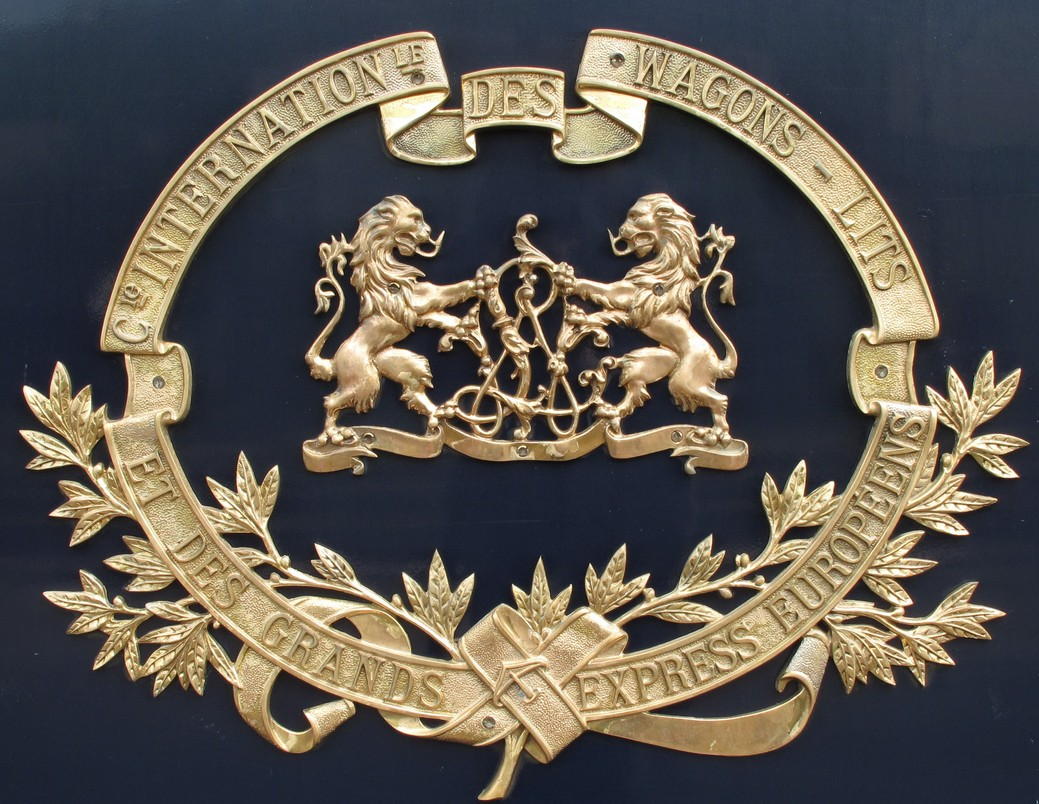
Logotyp för CIWL.

År 1874 grundade den belgiske civilingenjören och järnvägsentreprenören Georges Nagelmackers Compagnie Internationale des Wagons-Lits (lit. International Sleeping-Car Company, även CIWL). Syftet var att etablera ett nätverk av lyxiga långväga passagerartåg över den europeiska kontinenten inspirerat av Pullman nattåg i USA. Som en av dessa tågförbindelser ville CIWL upprätta en direkt gränsöverskridande förbindelse mellan Sankt Petersburg och Lissabon för att ansluta med oceanlinjer till Amerika. Detta koncept visade sig dock vara för komplext och kunde inte realiseras. I sin tur uppstod två separata förbindelser: Sud Express från Paris till Lissabon och Nord Express från Paris till Sankt Petersburg.

### Före första världskriget

Nordexpressens linjer före första världskriget. Anslutningar till London, Sud Express och Transsiberian Express är i svart.

Den 9 maj 1896 avgick Nordexpressen för första gången från den franska till den ryska huvudstaden. Detta tåg gjorde det möjligt för människor att resa genom Europa på ett, med dåtidens normer, ett mycket snabbt och bekvämt sätt. För driften av Nordexpressen var CIWL tvungen att sluta kontrakt och tidtabellsavtal med fjorton järnvägsförvaltningar, inklusive nio preussiska administrationer, samt färjetrafiken över Engelska kanalen mellan Dover och Oostende.
Tåget avgick från Paris och Oostende (med anslutning från London) och färdades via Bryssel, Köln, Hannover, Berlin, Königsberg (nuvarande Kaliningrad) och Dvinsk (nuvarande Daugavpils) till Sankt Petersburg. Passagerare till och från Ryssland var tvungna att byta en gång i Ostpreussen vid den tysk-ryska gränsen eftersom ryska järnvägsspår har en bredare spårvidd än normalspåren i Västeuropa. I Paris fanns en anslutningstjänst till Sud Express (Sydexpressen) till Lissabon.

### Mellankrigstiden

Nordexpressens linjer och dess genomomgående vagnar och förbindelser mellan 1925 och 1939.

Efter första världskriget och den ryska revolutionen avkortades tågets linje till Warszawa och Riga istället för Sankt Petersburg. Riga anslöt sig till förbindelsen 1923, och en separat linje Riga–Moskva introducerades också.

### Efterkrigstiden

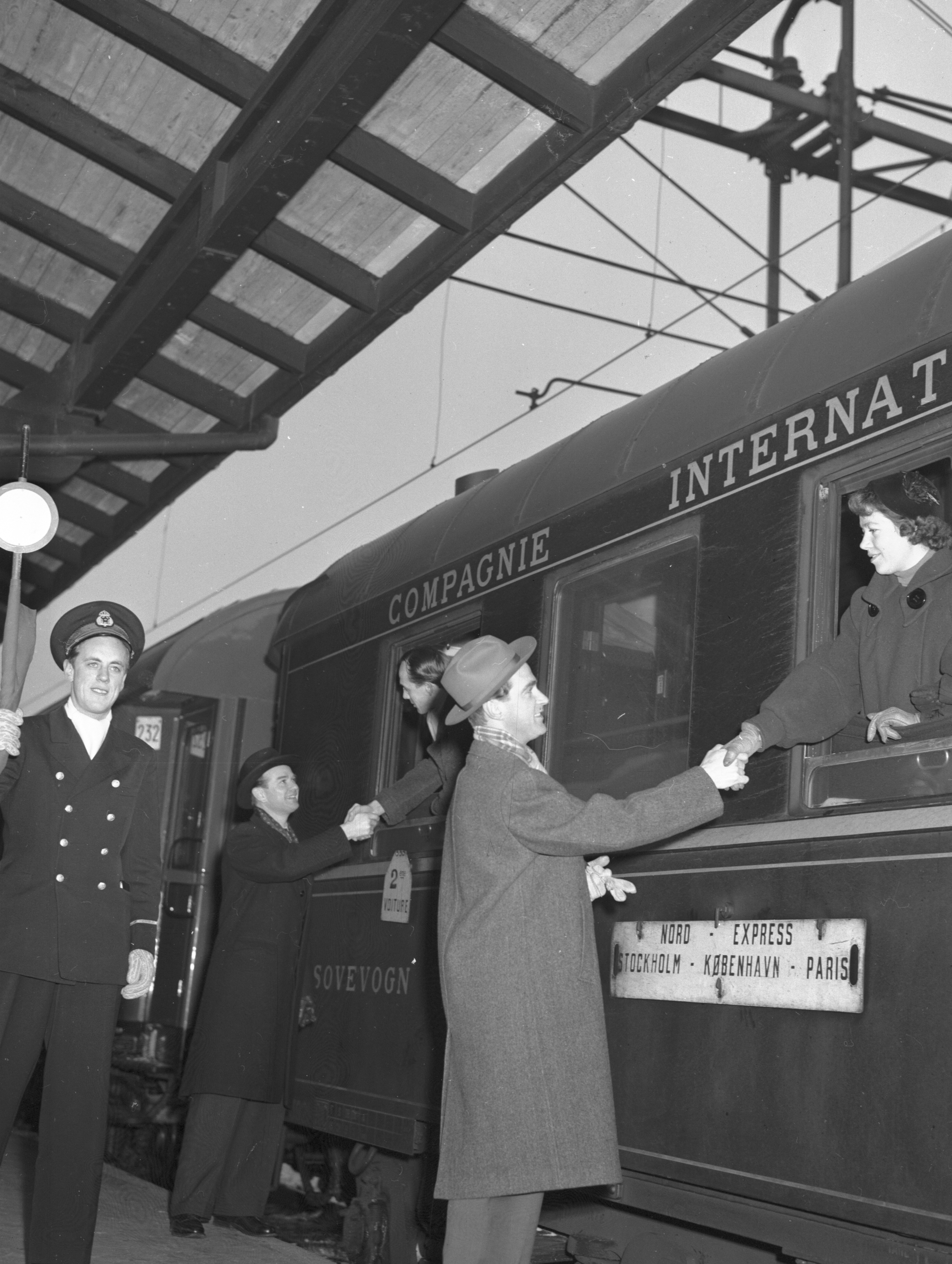
Resande på Nordexpressen vid avgången från Centralstationen i Stockholm. Statister från Reka.

Efter andra världskriget delade "järnridån" Europa och den till en början lyxiga och sedan 1939 vanliga nattågssträckam ändrades från Paris via Hamburg och Köpenhamn, samt 1949 till Stockholm och Oslo.
Ökningen av flygresor och höghastighetståg orsakade slutet för detta berömda tåg. 2007 förkortades sträckningen ytterligare och så att den enbart gick mellan Paris och Hamburg och tog 10,5 timmar.

## Inom litteraturen
Nordexpressen har fått betydligt mindre uppmärksamhet än Orientexpressen. Ändå är det ett av CIWL:s mest kända lyxtåg och har varit med i ett antal romaner och filmer:
- Georges Simenon's detektivroman Pietr-le Letton (1931) börjar med ankomsten av Nordexpressens till Gare du Nord i Paris. Det är den första romanen med inspektör Jules Maigret som senare skulle dyka upp i mer än hundra berättelser av Simenon och som har blivit en legendarisk figur i deckarlitteraturens annaler.
- Vladimir Nabokov beskriver i det sjunde kapitlet av Speak, Memory hur han reste med Nordexpressen från Sankt Petersburg till Frankrike för en semester 1906.
- Alfred Hitchcocks film Främlingar på tåg (1951), översattes till franska som "L'inconnu du Nord-Express" (den okända mannen i Nord-Expressen).
- Den animerade 20th Century Fox-filmen, Anastasia (1997) nämnde att tåget färdades från Sankt Petersburg till Paris, vilket med största sannolikhet syftade på Nordxpressen.

## Källhänvisningar